# Jacques Fernandez
 (signalé en août 2025).
Si vous disposez d'ouvrages ou d'articles de référence ou si vous connaissez des sites web de qualité traitant du thème abordé ici, merci de compléter l'article en donnant les références utiles à sa vérifiabilité et en les liant à la section « Notes et références ».
- Archive Wikiwix
- Bing
- Cairn
- DuckDuckGo
- E. Universalis
- Gallica
- Google
- G. Books
- G. News
- G. Scholar
- Persée
- Qwant
- (zh) Baidu
- (ru) Yandex
- (wd) trouver des œuvres sur Wikidata

Pour les articles homonymes, voir Fernandez.
Pas d'image ? Cliquez ici

a Compétitions nationales et continentales officielles uniquement.

Jacques Fernandez, né le 15 septembre 1933 à Banyuls-sur-Mer (Pyrénées-Orientales) et mort le 18 mars 2014 à Argelès-sur-Mer, est un joueur de rugby à XIII évoluant au poste d'ailier dans les années 1950 à 1960.
Il rejoint en 1957 le R.C. Roanne de Claudius Devernois où il joue avec Jean Barthe, Aldo Quaglio, Antoine Serra et Claude Mantoulan. Il y remporte le Championnat de France en 1960 ainsi que le titre de la Coupe de France en 1962.

## Palmarès
- Collectif : 
  - Vainqueur du Championnat de France : 1960 (Roanne).
  - Vainqueur de la Coupe de France : 1962 (Roanne).
  - Finaliste du Championnat de France : 1961 (Roanne).

### Détails en club
| Saison    | Saison    | Championnat           | Championnat | Coupe           | Coupe      |
| Saison    | Saison    | Comp.                 | Class.      | Comp.           | Class.     |
| --------- | --------- | --------------------- | ----------- | --------------- | ---------- |
| 1957-1958 | RC Roanne | Championnat de France | ?           | Coupe de France | 1/8 finale |
| 1958-1959 | RC Roanne | Championnat de France | 5e          | Coupe de France | 1/4 finale |
| 1959-1960 | RC Roanne | Championnat de France | Champion    | Coupe de France | 1/4 finale |
| 1960-1961 | RC Roanne | Championnat de France | Finaliste   | Coupe de France | 1/2 finale |
| 1961-1962 | RC Roanne | Championnat de France | 1/2 finale  | Coupe de France | Vainqueur  |
| 1962-1963 | RC Roanne | Championnat de France | 1/4 finale  | Coupe de France | 1/4 finale |